# Stop the Rock
«Stop the Rock» es una canción del grupo británico de música electrónica Apollo 440. Lanzado el 16 de agosto de 1999, fue el sencillo revelación del grupo incluido en su tercer álbum de estudio, Gettin' High on Your Own Supply. Se lo publicó a través de Stealth Sonic y distribuido por Epic Records. Permaneció seis semanas en la lista de sencillos del Reino Unido, alcanzando el puesto número 10.

## Composición y grabación
La canción fue inspirada por «Caroline» de Status Quo. La voz principal fue interpretada por Ian Hoxley, exintegrante de Gaye Bykers en Acid, mientras que junto a Trevor Gray, Howard Gray y Noko aparecen como los compositores acreditados.

## Video musical
El video dirigido por David Slade, muestra a un grupo de cuatro agentes en un auto persiguiendo a un perro después de que su dueño lo soltara por Los Ángeles. El dueño es reducido con una pistola taser y, tras recorrer toda la ciudad, el perro finalmente aparece en un concierto de Apollo 440, donde uno de los miembros lo enfrenta, lo mira a los ojos y gruñe, ahuyentándolo. Luego regresa con su dueño.

## Puesto en listas
| Lista (1999–2000)                           | Mejor posición |
| ------------------------------------------- | -------------- |
| Alemania (Offizielle Deutsche Charts)       | 47             |
| Australia (ARIA Charts)                     | 79             |
| Bélgica (Flandes) (Ultratip Bubbling Under) | 8              |
| Escocia (Scottish Singles Sales Chart)      | 9              |
| España (Top 100 Canciones)                  | 17             |
| Estados Unidos (Dance Music/Club Play)      | 11             |
| Estados Unidos (Modern Rock Tracks)         | 21             |
| Eurochart Hot 100                           | 33             |
| Irlanda (IRMA)                              | 26             |
| Reino Unido (UK Singles Chart)              | 10             |